# 洪淑貞
洪淑貞（生卒年不詳），小字端舍，本貫福建省同安縣，台灣鄭氏王朝政治人物陳永華的元配夫人。洪氏與陳永華為同鄉，善於詞藻書寫。原屬陳永華掌理之眾多東寧國務皆經由洪氏代理批閱，不過其措詞字畫殊類永華，眾人無法判斷。陳永華死後，洪氏不久亦辭世，合葬於今日所稱的陳永華將軍墓；鄭氏覆滅後，清廷為防止遺民藉此反抗，遂遷其夫婦之墓至原鄉同安。洪氏產三男三女，尤以次子陳夢球及幼女陳氏最為著名；前者為入清後之進士，後者則為監國鄭克𡒉之世子妃。

## 史料
婦洪氏，小字端舍，與公同邑人，賦質幽嫻。自於歸，有齊眉舉案風。晨興，盥沐畢，夫婦衣冠襝衽，揖而後語。尤長於詞翰，精刀札，閨門之內，切磋不異良友，公冗不暇給，凡文移、尺牘、屬稿及丹筆批答，多洪為捉刀，而措語字畫，與公無異，人不能別；白首相莊無間語。子三人，夢緯、夢球、夢□；今夢球成進士，在史館。——《裨海紀遊 · 偽鄭逸事 · 陳參軍傳》